# 黑鳍隆头鱼
黑鳍隆头鱼（学名：Wetmorella nigropinnata）为輻鰭魚綱鱸形目隆頭魚亞目隆头鱼科湿鹦鲷属的鱼类，俗名黑鳍湿鹦鲷。分布印度太平洋區，從東非、紅海至馬克薩斯群島、皮特凱恩群島，北起日本琉球群島、南迄澳洲大堡礁海域，棲息深度1-30公尺，體長可達8公分，棲息在臨海礁石及潟湖，以底棲性的無脊椎動物為食，可作為觀賞魚。该物种的模式产地在关岛。